# 浅井僚馬
浅井 僚馬（あさい りょうま、1978年9月13日 - ）は、NHKのアナウンサー。

## 人物
愛知県春日井市出身。愛知県立旭丘高等学校、早稲田大学社会科学部卒業後、2001年に入局。
趣味はバドミントン。
主にスポーツアナウンサーとして活動し、落ち着いた実況は視聴者、解説者を虜にする。

## 現在の出演番組・業務
- イブニング信州（編集責任者）
- ゆる信ワイド（編集責任者）
- コンテンツセンターアナウンスグループ統括
- 信州845（不定期）
- 長野県のニュース
- 長野局制作番組の編集責任者
- 緊急報道（長野放送局発）
- NHKプロ野球
- 選抜高等学校野球大会・全国高等学校野球選手権大会（他地域勤務時代から継続）

## 過去の出演番組・業務
神戸放送局時代
- ニュースKOBE発（スポーツキャスター）

山口放送局時代
- YAMAGUTIC
- 山口県のニュース・中継・リポート
- NHKニュースおはよう日本（2009年9月7日 - 11日）望月啓太の代理スポーツキャスター

名古屋放送局時代
- 東海3県・東海北陸のニュース・中継・リポート
- おはよう東海（2012年4月 - 2014年7月）

東京アナウンス室時代
- MLB 2015チーム名鑑（ナレーション・2015年3月25日）
  - サイエンスZERO（ナレーター、2017年5月7日 - ・シリーズゲノム編集①  生命を作り変える 魔法の新技術回から ）※グローバルメディアサービス出向後も数回担当
  - ラジオニュース（火曜日20時から水曜日8時台すっぴん!番組内・不定期担当）

広島放送局時代
- 私の胸のオリンピアンたち ナレーション
- 広島県・中国地方のニュース
- お好みワイドひろしま（お好みスポーツ）
- NHKプロ野球他スポーツ中継（ラグビー、ウエイトリフティング、フィールドホッケー、アメリカンフットボール、フィギュアスケートなど）
- ひろしま コイらじ（日替り担当）

水戸放送局時代
- NHKプロ野球（本部制作）
- 茨城県のニュース
- いば6（不定期・保里小百合のキャスター代行）

仙台放送局時代
- 宮城県・東北地方のニュース

## 逸話
同期の鏡和臣とは同じ1978年9月13日生まれである。

## 主な実況実績
- ラグビーワールドカップ2015（イングランド大会）1次リーグ（全てBS1）
  - 9月18日、グループA・イングランド 対 フィジー戦（ロンドン・トゥイッケナム・スタジアム、現地解説は坂田正彰）
  - 9月20日、グループC・ニュージーランド 対 アルゼンチン戦（ロンドン・ウェンブリー・スタジアム、現地解説は坂田正彰）
  - 10月3日、グループA・イングランド 対 オーストラリア戦（ロンドン・トゥイッケナム・スタジアム、現地解説は中竹竜二）
  - 10月11日、グループD・フランス 対 アイルランド戦（ウェールズ・カーディフ・ミレニアム・スタジアム、現地解説は砂村光信）。
- メジャーリーグ中継
  - 2016年10月25日 - 11月2日 ワールドシリーズ中継 全7試合を現地から実況[2]
- アメリカンフットボール中継
  - 第71回・第74回甲子園ボウル
  - 第70回ライスボウル
  - 第51回スーパーボウル
- 中央競馬GI競走
  - 第80回優駿牝馬（2019年5月19日）
  - 第40回ジャパンカップ（2020年11月29日）
  - 第82回優駿牝馬（2021年5月23日）
  - 第82回桜花賞（2022年4月10日）
  - 第42回ジャパンカップ（2022年11月27日）
  - 第84回優駿牝馬（2023年5月21日）
  - 第85回優駿牝馬(2024年5月19日)
  - 第30回NHKマイルカップ（2025年5月11日）